# Тетрагидрокортикостерон
Тетрагидрокортикостерон (3α,5α-тетрагидрокортикостерон, 3α,5α-ТГКС) — эндогенный стероидный минералкортикоидный гормон, нейростероид. Синтезируется в мозге из 5α-дигидрокортикостерона при участии фермента 3-альфа-гидроксистероид дегидрогеназы.